# Billboardlistans förstaplaceringar 1982
Detta är en lista över 1982 års förstaplaceringar på Billboard Hot 100. 

## Listhistorik
| Datum        | År                                | Artist                           |
| 2 januari    | "Physical"                        | Olivia Newton-John               |
| 9 januari    | "Physical"                        | Olivia Newton-John               |
| 16 januari   | "Physical"                        | Olivia Newton-John               |
| 23 januari   | "Physical"                        | Olivia Newton-John               |
| 30 januari   | "I Can't Go for That (No Can Do)" | Daryl Hall and John Oates        |
| 6 februari   | "Centerfold"                      | The J. Geils Band                |
| 13 februari  | "Centerfold"                      | The J. Geils Band                |
| 20 februari  | "Centerfold"                      | The J. Geils Band                |
| 27 februari  | "Centerfold"                      | The J. Geils Band                |
| 6 mars       | "Centerfold"                      | The J. Geils Band                |
| 13 mars      | "Centerfold"                      | The J. Geils Band                |
| 20 mars      | "I Love Rock 'n' Roll"            | Joan Jett and the Blackhearts    |
| 27 mars      | "I Love Rock 'n' Roll"            | Joan Jett and the Blackhearts    |
| 3 april      | "I Love Rock 'n' Roll"            | Joan Jett and the Blackhearts    |
| 10 april     | "I Love Rock 'n' Roll"            | Joan Jett and the Blackhearts    |
| 17 april     | "I Love Rock 'n' Roll"            | Joan Jett and the Blackhearts    |
| 24 april     | "I Love Rock 'n' Roll"            | Joan Jett and the Blackhearts    |
| 1 maj        | "I Love Rock 'n' Roll"            | Joan Jett and the Blackhearts    |
| 8 maj        | "Chariots of Fire"                | Vangelis                         |
| 15 maj       | "Ebony and Ivory"                 | Paul McCartney och Stevie Wonder |
| 22 maj       | "Ebony and Ivory"                 | Paul McCartney och Stevie Wonder |
| 29 maj       | "Ebony and Ivory"                 | Paul McCartney och Stevie Wonder |
| 5 juni       | "Ebony and Ivory"                 | Paul McCartney och Stevie Wonder |
| 12 juni      | "Ebony and Ivory"                 | Paul McCartney och Stevie Wonder |
| 19 juni      | "Ebony and Ivory"                 | Paul McCartney och Stevie Wonder |
| 26 juni      | "Ebony and Ivory"                 | Paul McCartney och Stevie Wonder |
| 3 juli       | "Don't You Want Me"               | The Human League                 |
| 10 juli      | "Don't You Want Me"               | The Human League                 |
| 17 juli      | "Don't You Want Me"               | The Human League                 |
| 24 juli      | "Eye of the Tiger"                | Survivor                         |
| 31 juli      | "Eye of the Tiger"                | Survivor                         |
| 7 augusti    | "Eye of the Tiger"                | Survivor                         |
| 14 augusti   | "Eye of the Tiger"                | Survivor                         |
| 21 augusti   | "Eye of the Tiger"                | Survivor                         |
| 28 augusti   | "Eye of the Tiger"                | Survivor                         |
| 4 september  | "Abracadabra"                     | Steve Miller Band                |
| 11 september | "Hard to Say I'm Sorry"           | Chicago                          |
| 18 september | "Hard to Say I'm Sorry"           | Chicago                          |
| 25 september | "Abracadabra"                     | Steve Miller Band                |
| 2 oktober    | "Jack and Diane"                  | John Cougar                      |
| 9 oktober    | "Jack and Diane"                  | John Cougar                      |
| 16 oktober   | "Jack and Diane"                  | John Cougar                      |
| 23 oktober   | "Jack and Diane"                  | John Cougar                      |
| 30 oktober   | "Who Can It Be Now?"              | Men at Work                      |
| 6 november   | "Up Where We Belong"              | Joe Cocker och Jennifer Warnes   |
| 13 november  | "Up Where We Belong"              | Joe Cocker och Jennifer Warnes   |
| 20 november  | "Up Where We Belong"              | Joe Cocker och Jennifer Warnes   |
| 27 november  | "Truly"                           | Lionel Richie                    |
| 4 december   | "Truly"                           | Lionel Richie                    |
| 11 december  | "Mickey"                          | Toni Basil                       |
| 18 december  | "Maneater"                        | Daryl Hall and John Oates        |
| 25 december  | "Maneater"                        | Daryl Hall and John Oates        |